# یواس‌اس آژاکس (ای‌جی-۱۵)
یواس‌اس آژاکس (ای‌جی-۱۵) (به انگلیسی: USS Ajax (AG-15)) یک کشتی بود که طول آن ۳۸۷ فوت ۶ اینچ (۱۱۸٫۱۱ متر) بود. این کشتی در سال ۱۸۹۰ ساخته شد.